# Володимир Підгородецький
Володимир Підгородецький (1859, Корчин — 1923) — архітектор.

## Біографія
У 1878—1886 роках навчався на будівельному відділі Технічної академії. Концесіонований будівничий у Львові. Від 1893 року член Політехнічного товариства. Викладав у львівській Промисловій школі курси з будівельних конструкцій, економіки будівництва, основ архітектурних форм, проєктування. Створив будівельне підприємство спільно з архітектором Яковом Баллабаном. Член журі конкурсу на проєкти прибуткових будинків у Львові на вулицях Коперника і Шайнохи (нині — вулиця Банківська). Мешкав в будинку на вул. Собєського, 4 (нині — вулиця Братів Рогатинців) у Львові. Помер 1923 року.
Роботи у Львові
- Споруди на Галицькій крайовій виставці (1894, спільно з Яковом Баллабаном)[5]. Керівництво спорудженням водонапірної вежі там же (спільно з Якубом Баллабаном, проєкт Юліана Захаревича і Міхала Лужецького)[6].
- Прибуткова кам'яниця Дідушицьких на вулиці Лисенка, 17 (1895)[7].
- Житловий будинок, зведений у дусі північного маньєризму на вулиці Поповича, 7 (1896)[8].
- Спорудження будинку пожежної стражниці на вулиці Підвальній, 6 за проєктом інженера Іґнатія Брунека. Усі земляні та будівельні роботи виконувалися під керівництвом будівничого Володимира Підгородецького[9] (1901)[10][11].
- Житловий будинок Доміцелі Клімович на розі вулиць Зеленої, 6, і Руставелі, 2 у Львові (1901), скульптурне оздоблення, ймовірно, Петра Війтовича[11].
- Житловий будинок на вулиці Братів Рогатинців, 32 (1908)[12].
- Реконструкція мансардного поверху готелю «Жорж» (1909).[13].
- Прибуткові будинки в стилі модернізованого бароко на вулиці Дорошенка, 19 (1908—1909), Саксаганського, 11 (1911—1912). Обидва будинки оздоблені Петром Війтовичем[14].
- Реконструкція синагоги Великий Бейт-мідраш Передмістя на нинішній вулиці Сянській, 5 (1912, спільно з Генриком Сальвером)[15].
- Ґрунтовна реконструкція синагоги Хадашим на вулиці Вугільній, 3 у Львові. Фасади набули сецесійного вигляду, надбудовано аттик, другий ярус над Талмуд-Торою і другий ярус галерей. Проєкт затверджений 1912 року, реалізований до першої світової війни[16].
- Реконструкція приміщень у будинках НТШ на вулиці Винниченка, 24 і 26 (1914, 1912)[17].
- Реконструкція вітрин будинку на вулиці Галицькій, 3 (1913), вітрини та фасад будинку № 10 (1909 і 1912), сходова клітка будинку № 17 (1896).[18]

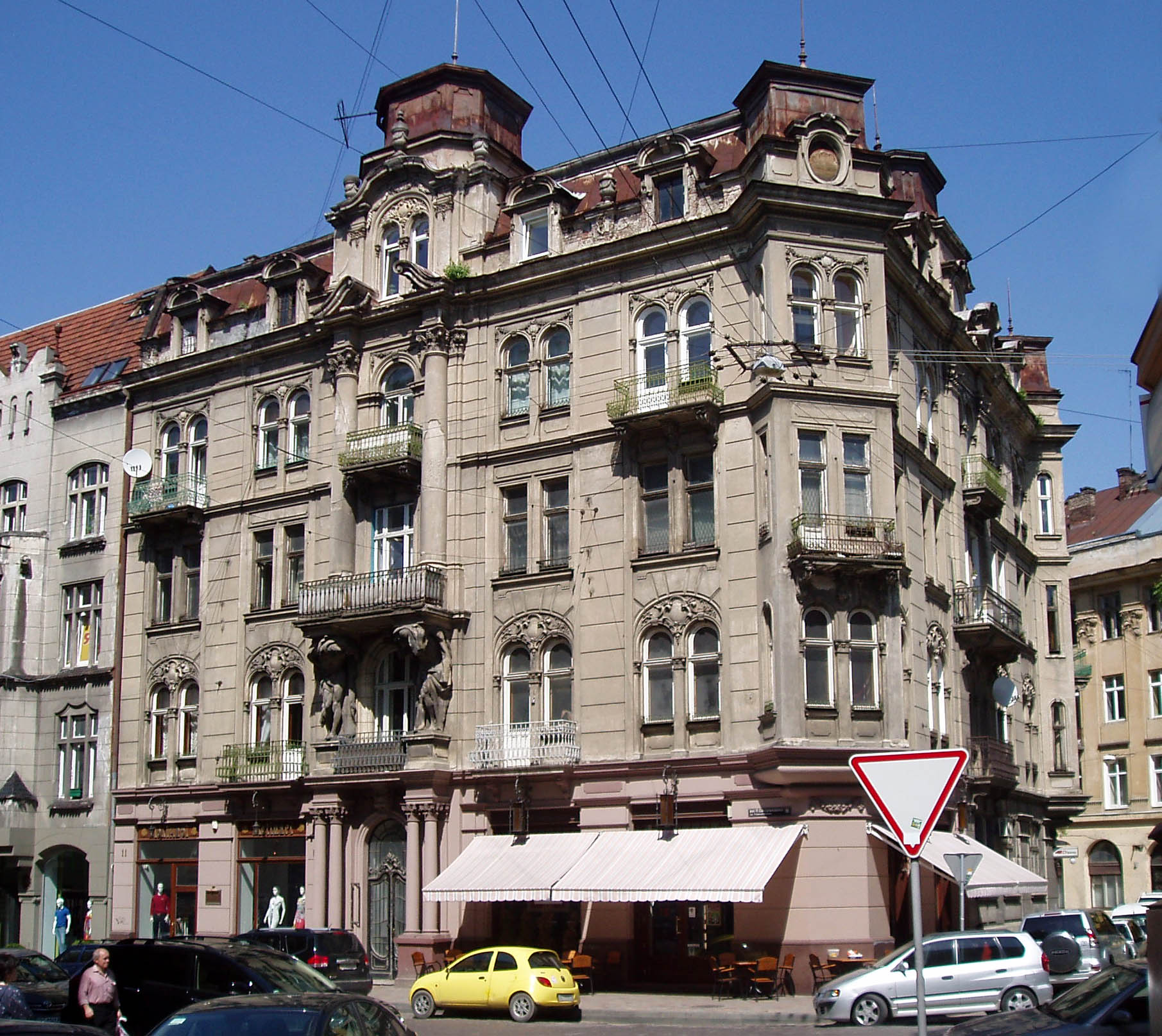
Будинок на вул. Саксаганського, 11
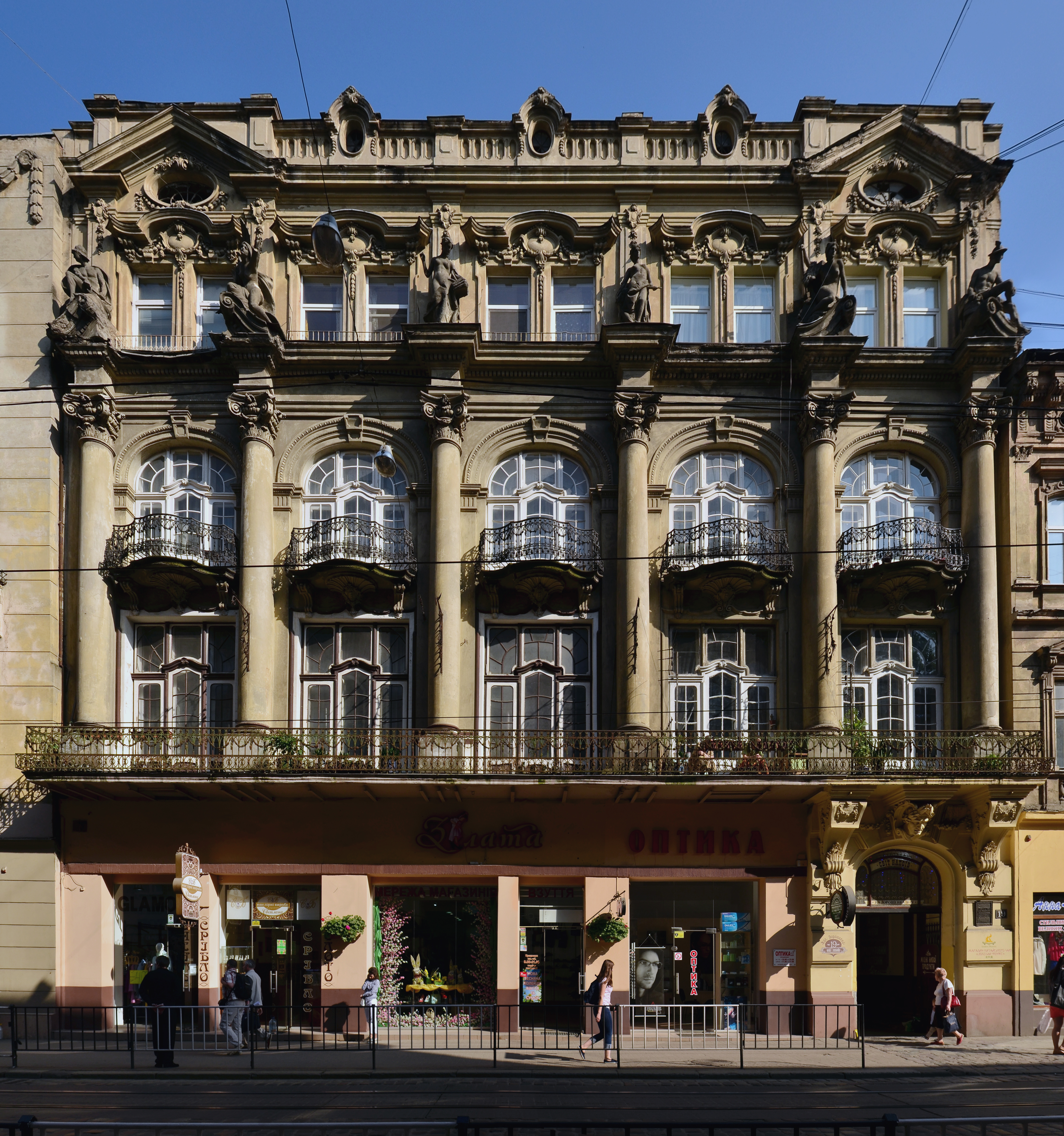
Будинок на вул. Дорошенка, 19
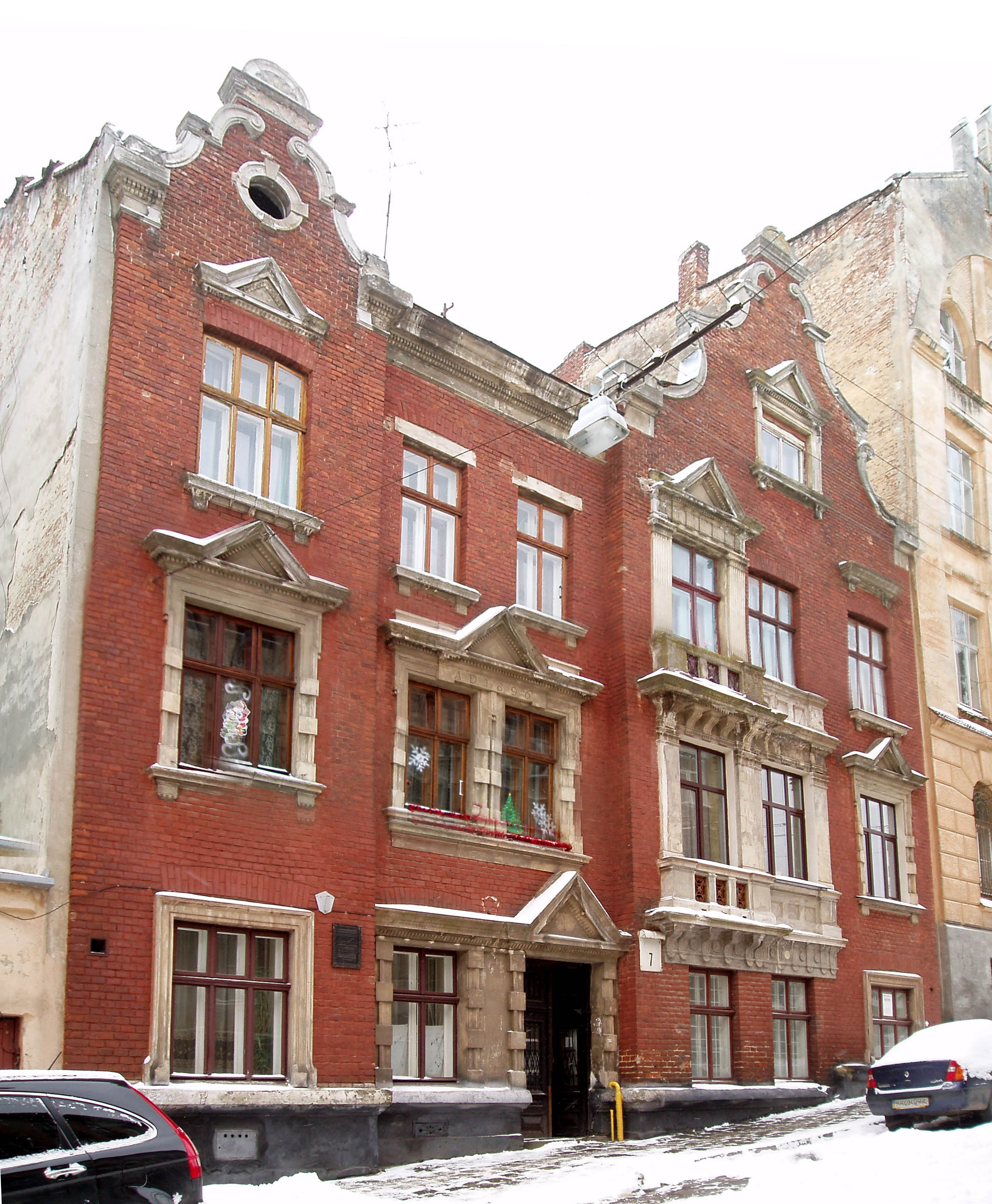
Будинок на вул. Поповича, 7
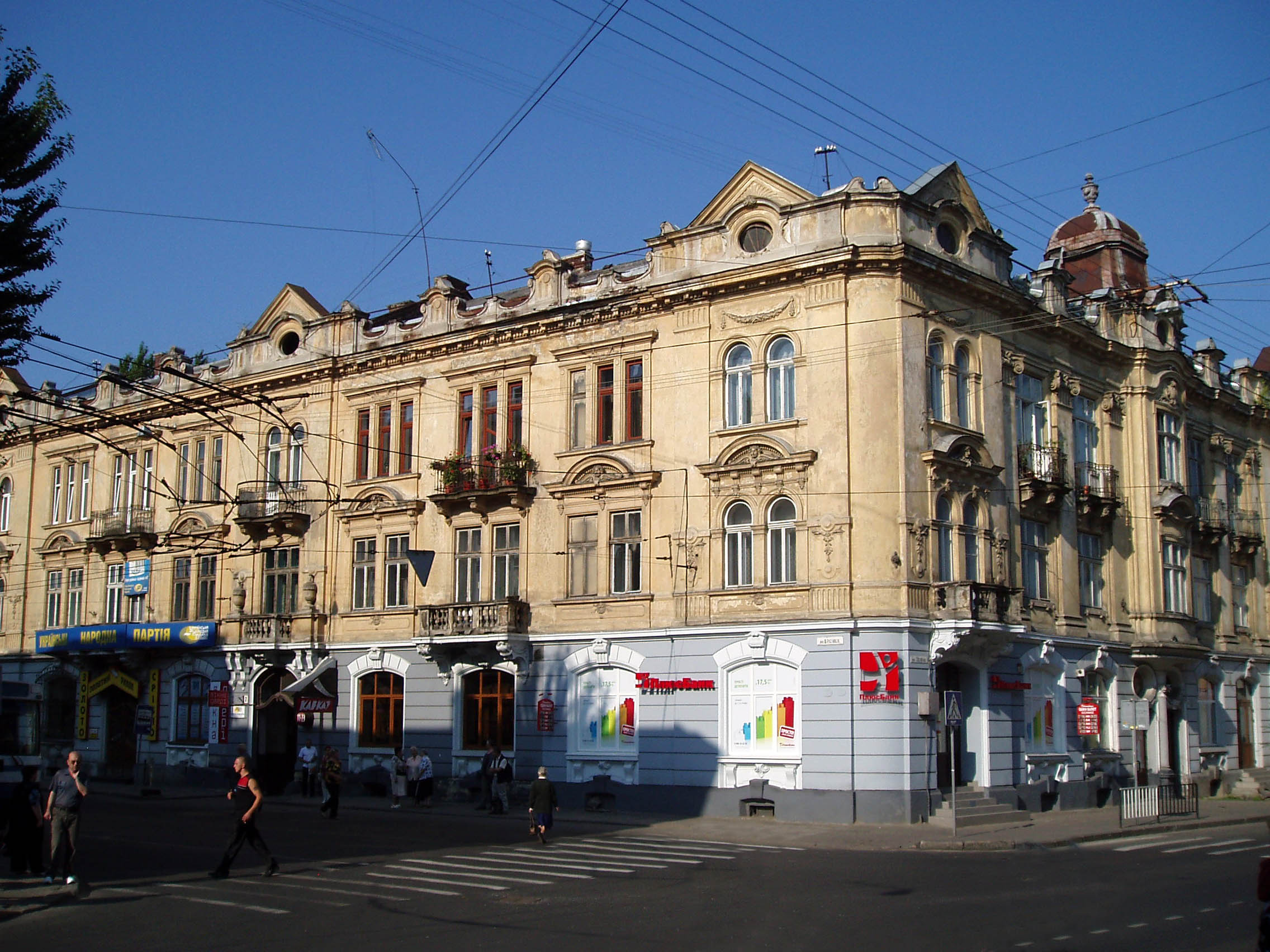
Будинок на вул. Руставелі, 2
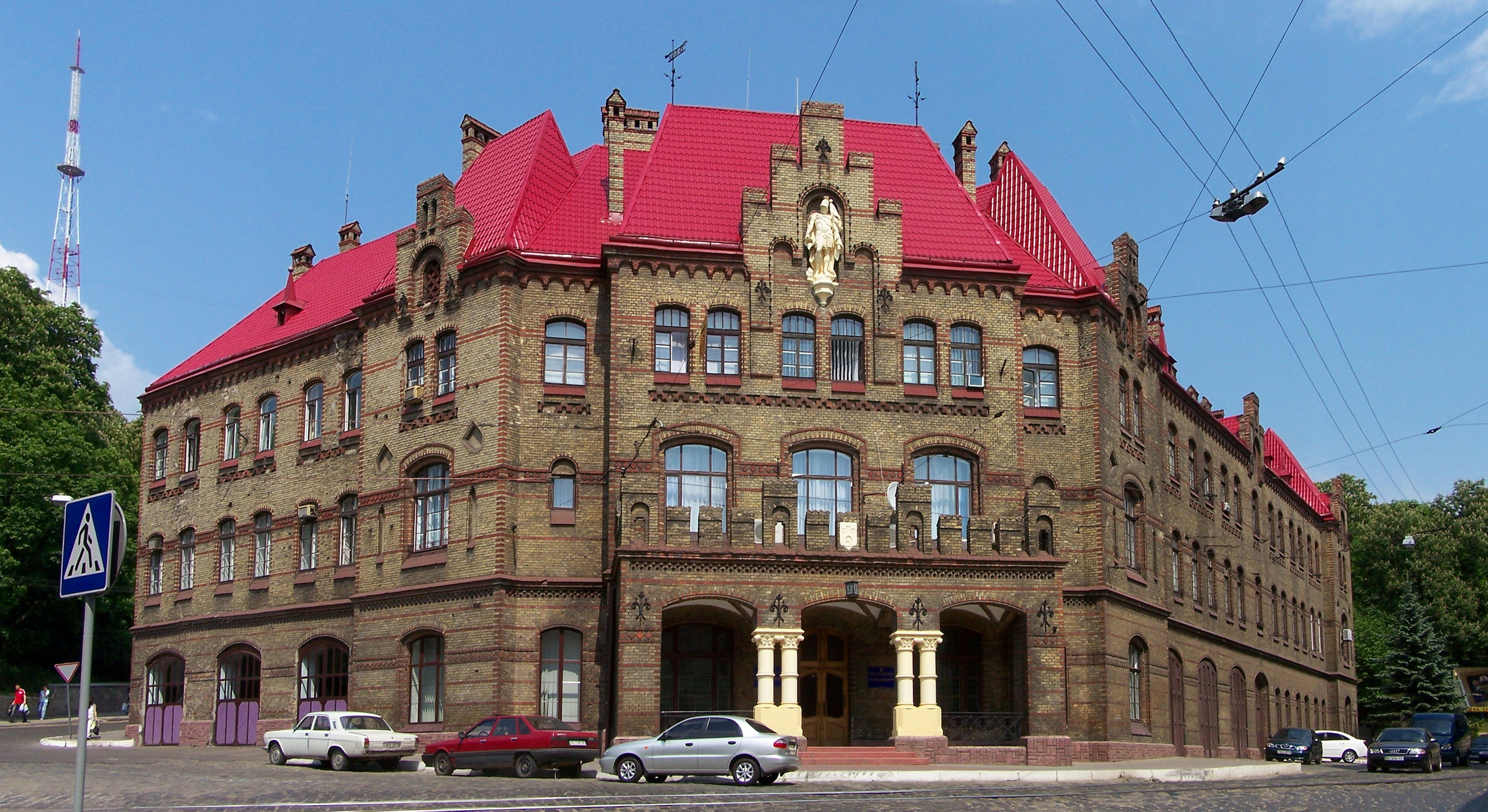
Будинок пожежної стражниці на вул. Підвальній, 6
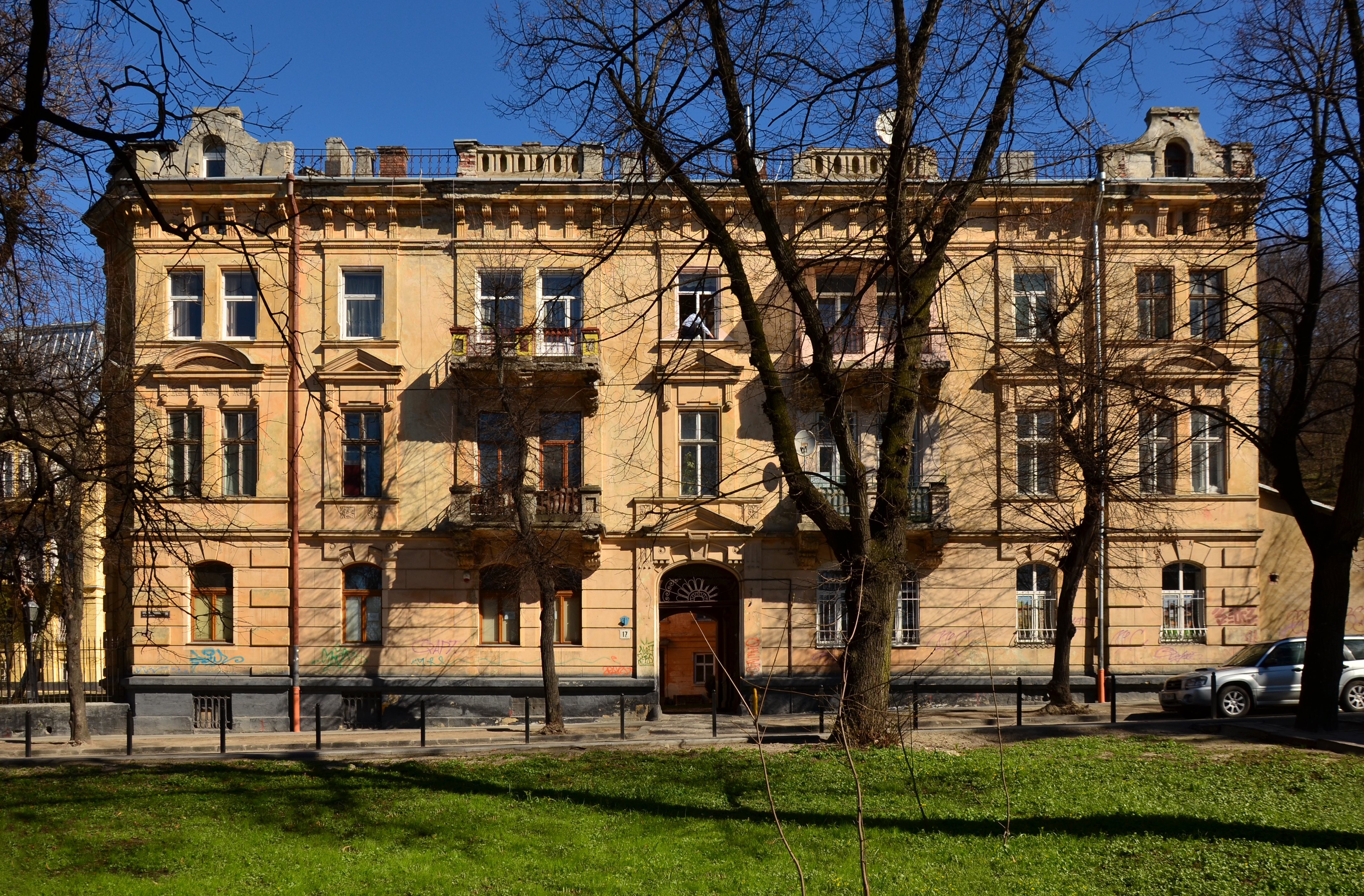
Прибуткова кам'яниця Дідушицьких на вул. Лисенка, 17